# アシッドレッド
アシッドレッド（Acid red）は、赤色に着色することのできる着色料。タール色素に分類される合成着色料である。通称赤色106号（あかいろひゃくろくごう、Food Red No.106）。
IUPAC名は6-[3,6-ビス(ジエチルアミノ)キサンテニウム-9-イル]ベンゼン-1,3-ジスルホン酸一ナトリウム。ベンズアルデヒドスルホン酸とジエチル-m-アミノフェノールを反応させたのち酸化することにより得られる。
主に工業製品の着色用途や食品添加物、試薬として使用される。旧厚生省は天然に存在しない添加物に分類している。食品添加物用途では日本のみで許可されている。